# Giorgos Foiros
Giorgos Foiros, född 8 november 1953 i Evosmos, är en grekisk före detta fotbollsspelare. Under sin karriär spelade han för Aris i tolv år innan han avslutade karriären i Iraklis. Foiros spelade även för det grekiska landslaget där det blev 52 landskamper mellan 1974 och 1982. Han spelade också i EM 1980.